# Liste des phares à Hawaï

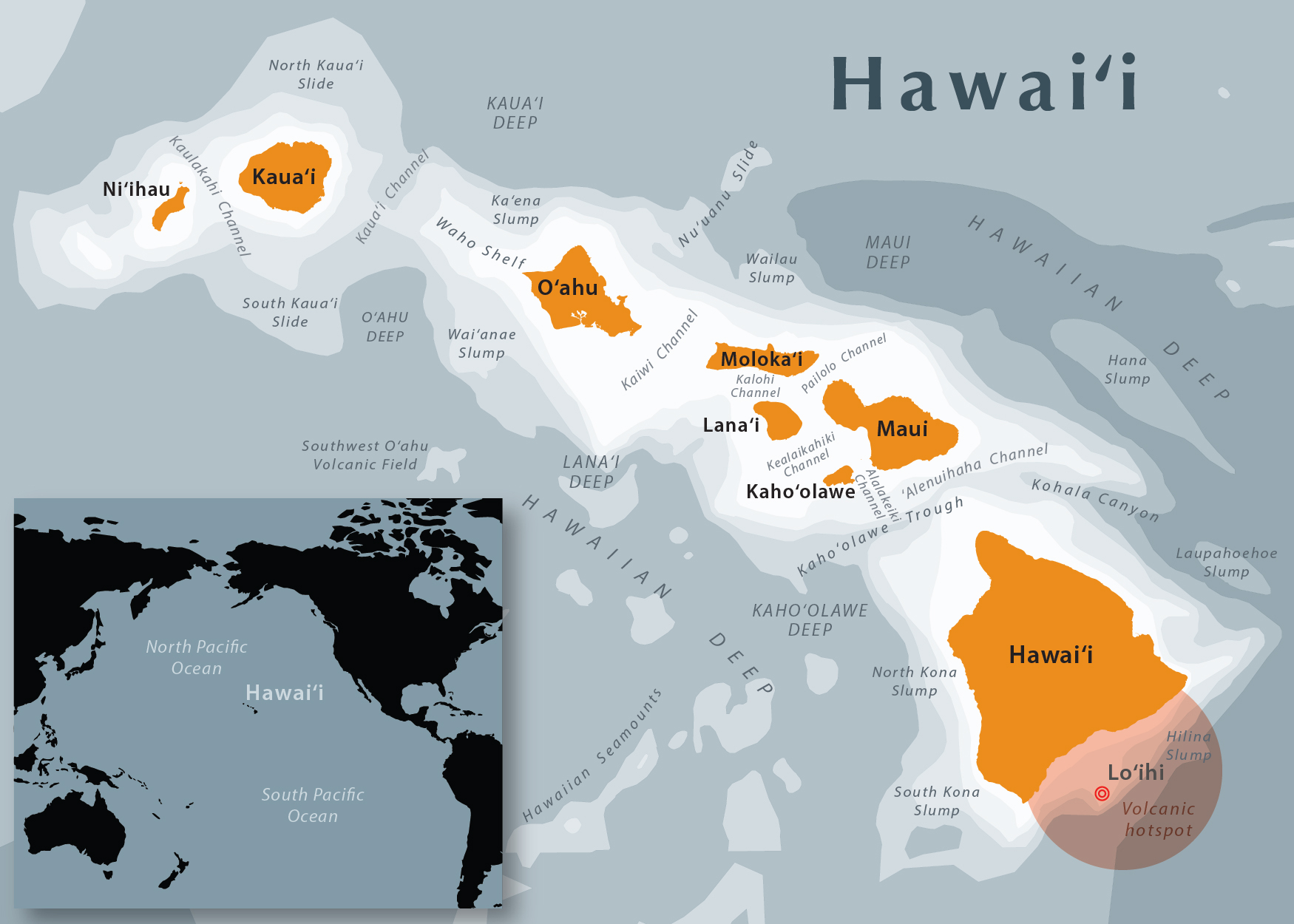
Cartographie de l'État d'Hawaï

Liste de phares à Hawaï : Le listage est fait île par île, du nord-ouest au sud-est, pour les principaux phares.
L'État américain d'Hawaï est un archipel d'îles situé au centre de l'océan Pacifique Nord. Les îles qui, à l'origine faisaient partie d'un royaume polynésien indépendant, ont été annexées par les États-Unis en 1898 et sont devenues le 50e état des USA en 1959.
Il n'y a pas de société nationale de préservation des phares à Hawaï et les efforts locaux de préservation commencent tout juste à se mettre en place.
L'aide à la navigation maritime aux États-Unis est gérée par la Garde côtière américaine, et les phares sont entretenus par le District 14 de la Garde côtière  basé à Honolulu. La propriété, et parfois l'exploitation, des phares historiques a été transférée aux autorités locales et aux organisations de préservation dans de nombreux cas.

## Niihau
- Phare de Lehua

## Kauai
- Phare de Nawiliwili
- Phare de Kilauea

## Oahu

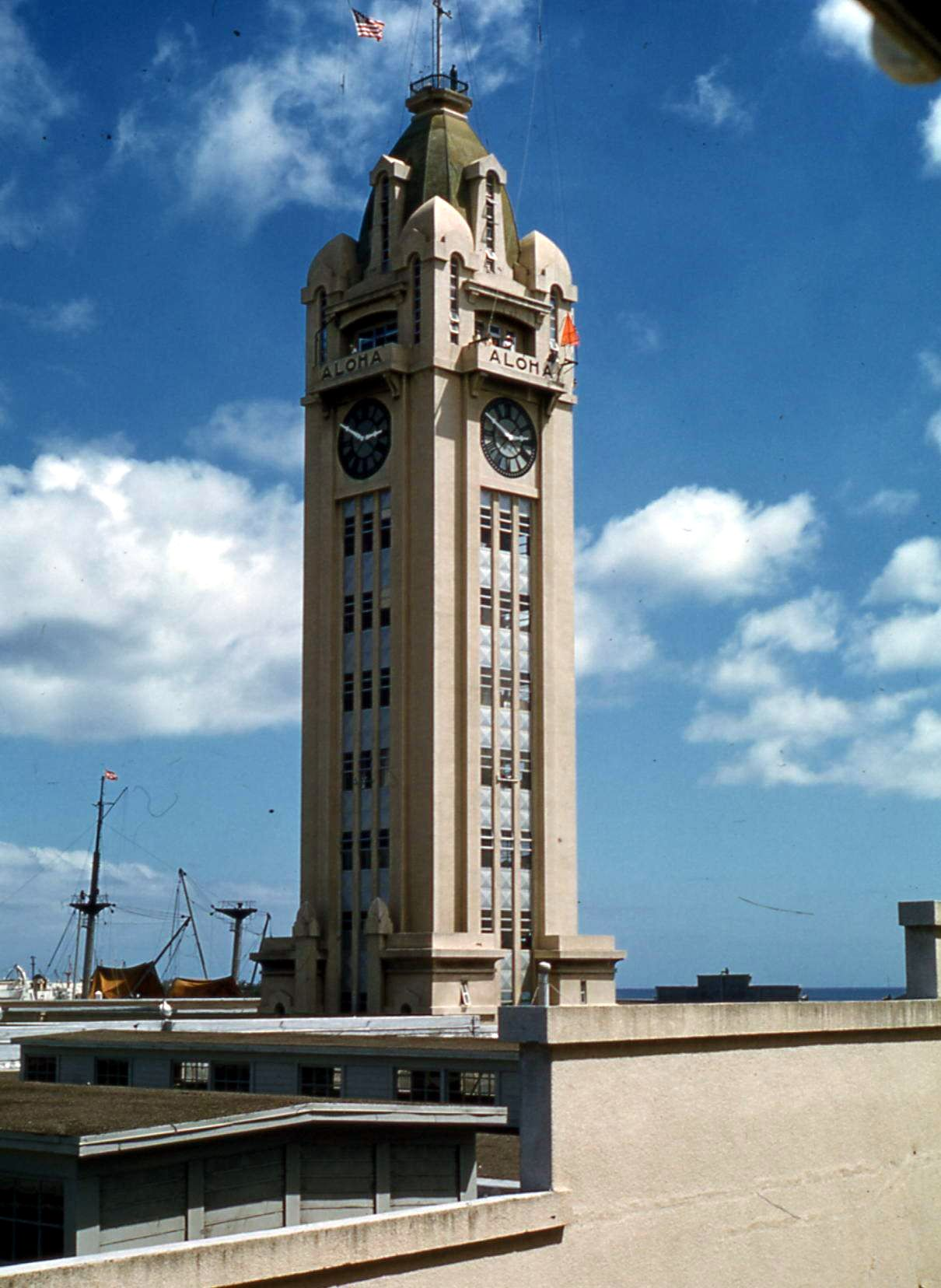
Aloha Tower

- Phare de Barbers Point
- Aloha Tower (Inactif)
- Phare de Diamond Head
- Phare de Makapu'u

## Molokai
- Phare de Kalaupapa

## Lanai
- Phare de Palaoa Point [2]
- Phare de Kaumalapau [3]

## Maui
- Phare de Nakelele[4]
- Phare de Lahaina
- Phare de McGregor Point[5]

## Kahoolawe
- Phare de Kaho'olawe (South Point)[6]

## Hawaii
- Phare du cap Kumukahi
- Phare de Coconut Point[7]
- Phare de Kukuihaele[8]
- Phare de Kauhola (Démoli)